# Troxerutin
A troxerutin a közönséges pagodafában található flavonoid vegyület. Érvédő hatásúnak tartják, a visszérbetegség és a krónikus vénás keringési elégtelenség kezelésében alkalmazzák. Fontos szerepet játszik a vérzékenység megakadályozásában[forrás?] és megszünteti az ödéma tüneteit is. Megtalálható a szezámmagban és a tojássárgájában.[forrás?]